# Systematik der Warane

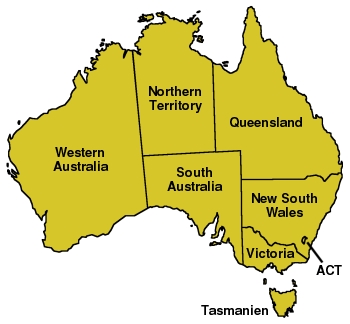
Bundesstaaten Australiens

Aktuell werden fast 90 Arten in der Gattung der Warane (Varanus) unterschieden. Die Liste ist nach allen Kriterien sortierbar. Wird nach Bildern sortiert, so wird primär nach Vorhandensein eines Bildes und sekundär nach wissenschaftlichem Namen sortiert. Beim wissenschaftlichen Namen wird alphabetisch sortiert. Wird nach deutschem Namen sortiert, so wird primär nach Vorhandensein eines deutschen Namens und sekundär nach alphabetischer Reihenfolge sortiert. Im Zweifelsfall wurde nur der wissenschaftliche Name gelistet. Wenn die Arten nach Verbreitung angeordnet werden, wird primär nach den Kategorien Afrika, Asien und Australien sortiert, sekundär nach alphabetischer Reihenfolge der wissenschaftlichen Namen. Die Sortierung nach Untergattungen folgt den Analysen der Hemipenismorphologie durch Ziegler & Böhme (1997) und Böhme (2003). Die Sortierung in Kladen folgt den Untersuchungen von mtDNA durch Ast (2001) und Fitch et al. (2006). Auch wenn die Zugehörigkeit zu einem Kladus meist mehr oder weniger klar ist, so wird nur bei einer expliziten DNA-Analyse dieser eingefügt.
Für in Australien heimische Arten wurden Abkürzungen für die Bundesstaaten zur genaueren Angabe des Verbreitungsgebiets verwendet, NT=Northern Territory, QLD=Queensland, WA=Western Australia, SA=South Australia, NSW=New South Wales, ACT=Australian Capital Territory, VIC=Victoria.

## Artenliste
| Bild                                         | wissenschaftlicher Name                                         | deutscher Name                | Verbreitung                                                                     | Untergattung                           | Kladus                                         |
| -------------------------------------------- | --------------------------------------------------------------- | ----------------------------- | ------------------------------------------------------------------------------- | -------------------------------------- | ---------------------------------------------- |
| Stachelschwanzwaran (Varanus acanthurus)     | Varanus acanthurus Boulenger, 1885                              | Stachelschwanzwaran           | Australien: N-WA, NT, NW-QLD                                                    | Odatria: V. acanthurus-Gruppe          | Indo-Australien: Odatria: V. acanthurus-Gruppe |
| Weißkehlwaran (Varanus albigularis)          | Varanus albigularis Daudin, 1802                                | Weißkehlwaran                 | Afrika: S-Afrika, W-Afrika                                                      | Polydaedalus: V. exanthematicus-Gruppe | Afrika                                         |
| Auffenbergs Waran (Varanus auffenbergi)      | Varanus auffenbergi Sprackland, 1993                            | Auffenbergs Waran             | Asien: Kleine Sundainseln (Roti)                                                | Odatria: V. timorensis-Gruppe          | —                                              |
| —                                            | Varanus bangonorum Welton, Travers, Siler & Brown, 2014         | —                             | Asien: Philippinen                                                              | Soterosaurus                           | Indo-Asien A: V. salvator-Gruppe               |
| —                                            | Varanus baritji King & Horner, 1987                             | —                             | Australien: N-NT                                                                | Odatria: V. acanthurus-Gruppe          | Indo-Australien: Odatria: V. acanthurus-Gruppe |
| Schwarzer Baumwaran (Varanus beccarii)       | Varanus beccarii (Doria, 1874)                                  | Schwarzer Baumwaran           | Asien: Molukken (Aru-Inseln)                                                    | Euprepiosaurus: V. prasinus-Gruppe     | Indo-Asien B: V. prasinus-Gruppe               |
| Bengalenwaran (Varanus bengalensis)          | Varanus bengalensis (Daudin, 1802)                              | Bengalenwaran                 | Asien: Von SO-Iran nach SO bis nach Java                                        | Empagusia: V. bengalensis-Gruppe       | Indo-Asien A: V. salvator-Gruppe               |
| Varanus bennetti                             | Varanus bennetti Weijola el al., 2020                           |                               | Ozeanien: Palau, westliche Karolinen u. Sarigan                                 | Euprepiosaurus:                        |                                                |
| Varanus bitatawa                             | Varanus bitatawa Welton et al., 2010                            | —                             | Asien: Philippinen                                                              | Philippinosaurus                       | —                                              |
| Varanus boehmei                              | Varanus boehmei Jacobs, 2003                                    | —                             | Australien (Ozeanien): Neuguinea Raja Ampat (Waigeo)                            | Euprepiosaurus: V. prasinus-Gruppe     | Indo-Asien B: V. prasinus-Gruppe               |
| —                                            | Varanus bogerti Mertens, 1950                                   | —                             | Australien (Ozeanien): SO-Neuguinea (D’Entrecasteaux-Inseln, Trobriand-Inseln)  | Euprepiosaurus: V. prasinus-Gruppe     | Indo-Asien B: V. prasinus-Gruppe               |
| —                                            | Varanus brevicauda Boulenger, 1898                              | Kurzschwanzwaran              | Australien: WA, S-NT, N-SA, W-QLD                                               | Odatria                                | Indo-Australien: Odatria: V. acanthurus-Gruppe |
| —                                            | Varanus bushi Aplin, Fitch & King, 2006                         | Bushs Zwergwaran              | Australien: Pilbara                                                             | Odatria: V. acanthurus-Gruppe          | Indo-Australien: Odatria: V. acanthurus-Gruppe |
| —                                            | Varanus caerulivirens Ziegler, Böhme & Philipp, 1999            | Türkiswaran                   | Asien: Molukken (Halmahera)                                                     | Euprepiosaurus: V. indicus-Gruppe      | Indo-Asien B: V. indicus-Gruppe                |
| Streifenschwanzwaran (Varanus caudolineatus) | Varanus caudolineatus Boulenger, 1885                           | Streifenschwanzwaran          | Australien: WA, S-NT, SA                                                        | Odatria                                | Indo-Australien: Odatria: V. acanthurus-Gruppe |
| Varanus cerambonensis                        | Varanus cerambonensis Philipp, Böhme & Ziegler, 1999            | —                             | Asien: Z-Molukken (Ambon, Banda, Buru, Obi & Seram)                             | Euprepiosaurus: V. indicus-Gruppe      | Indo-Asien B: V. indicus-Gruppe                |
| Cumings Waran (Varanus cumingi)              | Varanus cumingi Martin, 1838                                    | Cumings Waran                 | Asien: Philippinen                                                              | Soterosaurus                           | Indo-Asien A: V. salvator-Gruppe               |
| —                                            | Varanus dalubhasa Welton, Travers, Siler & Brown, 2014          | —                             | Asien: Philippinen                                                              | Soterosaurus                           | Indo-Asien A: V. salvator-Gruppe               |
| Varanus doreanus                             | Varanus doreanus (Meyer, 1874)                                  | Blauschwanzwaran              | Australien (Ozeanien): Neuguinea                                                | Euprepiosaurus: V. indicus-Gruppe      | Indo-Asien B: V. indicus-Gruppe                |
| —                                            | Varanus douarrha Lesson, 1830                                   | Neuirland-Bindenwaran         | Australien (Ozeanien): New Ireland                                              | —                                      | —                                              |
| Dumérils Waran (Varanus dumerilii)           | Varanus dumerilii Schlegel, 1839                                | Dumérils Waran                | Asien: S-Hinterindische Halbinsel, Borneo, Sumatra                              | Empagusia                              | Indo-Asien A: V. salvator-Gruppe               |
| —                                            | Varanus eremius Lucas & Frost, 1895                             | Einsiedelwaran                | Australien: WA, S-NT, N-SA, SW-QLD                                              | Odatria                                | Indo-Australien: Odatria: V. acanthurus-Gruppe |
| Steppenwaran (Varanus exanthematicus)        | Varanus exanthematicus (Bosc, 1792)                             | Steppenwaran                  | Afrika: Sub-Sahara-Afrika von N bis Äquator                                     | Polydaedalus: V. exanthematicus-Gruppe | Afrika                                         |
| —                                            | Varanus finschi Böhme, Horn & Ziegler, 1994                     | Finschs Waran                 | Australien (Ozeanien): Neuguinea & umliegende Inseln (Neuirland, Numfor), N-QLD | Euprepiosaurus: V. indicus-Gruppe      | Indo-Asien B: V. indicus-Gruppe                |
| Gelbwaran (Varanus flavescens)               | Varanus flavescens (Hardwicke & Gray, 1827)                     | Gelbwaran                     | Asien: O-Pakistan, N-Indien, Nepal & Bangladesh                                 | Empagusia                              | Indo-Asien A: V. salvator-Gruppe               |
| Riesenwaran (Varanus giganteus)              | Varanus giganteus (Gray, 1845)                                  | Riesenwaran                   | Australien: W-QLD über Z-Australien bis O-WA                                    | Varanus                                | Indo-Australien: V. gouldii-Gruppe             |
| Gillens Zwergwaran (Varanus gilleni)         | Varanus gilleni Lucas & Frost, 1895                             | Gillens Zwergwaran            | Australien: Kimberley, N-NT, NW-QLD                                             | Odatria                                | Indo-Australien: Odatria: V. acanthurus-Gruppe |
| Glauerts Felsenwaran (Varanus glauerti)      | Varanus glauerti Mertens, 1957                                  | Glauerts Felsenwaran          | Australien: N-WA, N-NT                                                          | Odatria                                | Indo-Australien: Odatria: V. tristis-Gruppe    |
| —                                            | Varanus glebopalma Mitchell, 1955                               | Langschwänziger Felsenwaran   | Australien: Kimberley, N-NT, NW-QLD                                             | Odatria                                | Indo-Australien: Odatria: V. tristis-Gruppe    |
| Goulds Waran (Varanus gouldii)               | Varanus gouldii Gray, 1838                                      | Goulds Waran                  | Australien: Komplett excl. S-VIC, Z-QLD & S-WA                                  | Varanus: V. gouldii-Gruppe             | Indo-Australien: V. gouldii-Gruppe             |
| Wüstenwaran (Varanus griseus)                | Varanus griseus (Daudin, 1803)                                  | Wüstenwaran                   | Afrika & Asien: N-Afrika bis NW-Indien und Pakistan                             | Psammosaurus                           | Afrika                                         |
| Varanus hamersleyensis                       | Varanus hamersleyensis Maryan, Oliver, Fitch & O’Connell, 2014  | Südlicher Pilbara-Felsenwaran | Australien: südliches Pilbara (WA)                                              | Odatria                                | Indo-Australien: Odatria: V. tristis-Gruppe    |
| Pazifikwaran (Varanus indicus)               | Varanus indicus (Daudin, 1802)                                  | Pazifikwaran                  | Asien: SO-Südostasien, Neuguinea, N-Australien                                  | Euprepiosaurus: V. indicus-Gruppe      | Indo-Asien B: V. indicus-Gruppe                |
| Sepik-Waran (Varanus jobiensis)              | Varanus jobiensis Ahl, 1932                                     | Sepik-Waran                   | Australien (Ozeanien): Neuguinea                                                | Euprepiosaurus: V. indicus-Gruppe      | Indo-Asien B: V. indicus-Gruppe                |
| —                                            | Varanus juxtindicus Böhme, Philipp & Ziegler, 2002              | Renell-Insel-Waran            | Australien (Ozeanien): Salomonen (Rennell)                                      | Euprepiosaurus: V. indicus-Gruppe      | Indo-Asien B: V. indicus-Gruppe                |
| —                                            | Varanus keithhornei Wells & Wellington, 1985                    | Australischer Baumwaran       | Australien: N-QLD                                                               | Euprepiosaurus: V. prasinus-Gruppe     | Indo-Asien B: V. prasinus-Gruppe               |
| Kings Waran (Varanus kingorum)               | Varanus kingorum Storr, 1980                                    | Kings Waran                   | Australien: NO-WA, NW-NT                                                        | Odatria                                | Indo-Australien: Odatria: V. acanthurus-Gruppe |
| Komodowaran (Varanus komodoensis)            | Varanus komodoensis Ouwens, 1912                                | Komodowaran                   | Asien: Kleine Sundainseln (Komodo, Rinca, Flores, Gili Motang, Padar)           | Varanus                                | Indo-Australien: V. varius-Gruppe              |
| Varanus kordensis                            | Varanus kordensis (Meyer, 1874)                                 | Biak-Baumwaran                | Australien (Ozeanien): Neuguinea (Biak)                                         | Euprepiosaurus: V. prasinus-Gruppe     | Indo-Asien B: V. prasinus-Gruppe               |
| —                                            | Varanus lirungensis Koch, Arida, Schmitz, Böhme & Ziegler, 2009 | —                             | Asien: Talaudinseln (Salibabu)                                                  | Euprepiosaurus: V. indicus-Gruppe      | —                                              |
| —                                            | Varanus mabitang Gaulke & Curio, 2001                           | Panay-Waran                   | Asien: Philippinen                                                              | Philippinosaurus                       | —                                              |
| Blauer Baumwaran (Varanus macraei)           | Varanus macraei Böhme & Jacobs, 2001                            | Blauer Baumwaran              | Australien (Ozeanien): Neuguinea Raja Ampat (Batanta)                           | Euprepiosaurus: V. prasinus-Gruppe     | Indo-Asien B: V. prasinus-Gruppe               |
| Varanus marmoratus                           | Varanus marmoratus (Wiegmann, 1834)                             | —                             | Asien: Philippinen                                                              | Soterosaurus                           | —                                              |
| Quittenwaran (Varanus melinus)               | Varanus melinus Böhme & Ziegler, 1997                           | Quittenwaran                  | Asien: Molukken (Sula-Inseln)                                                   | Euprepiosaurus: V. indicus-Gruppe      | Indo-Asien B: V. indicus-Gruppe                |
| Mertens-Wasserwaran (Varanus mertensi)       | Varanus mertensi Glauert, 1951                                  | Mertens-Wasserwaran           | Australien: N-WA, N-NT, N-QLD                                                   | Varanus                                | Indo-Australien: V. gouldii-Gruppe             |
| Varanus mitchelli                            | Varanus mitchelli Mertens, 1958                                 | Mitchells Waran               | Australien: NO-WA, N-NT                                                         | Odatria                                | Indo-Australien: Odatria: V. tristis-Gruppe    |
| Nebelwaran (Varanus nebulosus)               | Varanus nebulosus (Gray, 1831)                                  | Nebelwaran                    | Asien: Von SO-Iran nach SO bis nach Java                                        | Empagusia: V. bengalensis-Gruppe       | Indo-Asien A: V. salvator-Gruppe               |
| —                                            | Varanus nesterovi Böhme, Ehrlich, Milto, Orlov & Scholz, 2015   | —                             | Asien: Zāgros-Gebirge (Iran und Irak)                                           | Psammosaurus                           | —                                              |
| Nilwaran (Varanus niloticus)                 | Varanus niloticus (Linnaeus, 1766)                              | Nilwaran                      | Afrika: Afrika excl. Sahara                                                     | Polydaedalus: V. nilotics-Gruppe       | Afrika                                         |
| —                                            | Varanus nuchalis (Günther, 1872)                                | Philippinen-Bindenwaran       | Asien: Philippinen                                                              | Soterosaurus                           | —                                              |
| —                                            | Varanus obor Weijola & Sweet, 2009                              | —                             | Asien: Molukken (Sanana)                                                        | Euprepiosaurus: V. indicus-Gruppe      | —                                              |
| Grays Waran (Varanus olivaceus)              | Varanus olivaceus Hallowell, 1857                               | Grays Waran                   | Asien: Philippinen                                                              | Philippinosaurus                       | Indo-Asien B: V. olivaceus-Gruppe              |
| Regenwald-Nilwaran (Varanus ornatus)         | Varanus ornatus (Daudin, 1803)                                  | Regenwald-Nilwaran            | Afrika: Z-Afrika                                                                | Polydaedalus: V. nilotics-Gruppe       | Afrika                                         |
| Varanus palawanensis                         | Varanus palawanensis Koch, Gaulke & Böhme, 2010                 | —                             | Asien: Philippinen                                                              | Soterosaurus                           | —                                              |
| Arguswaran (Varanus panoptes)                | Varanus panoptes Storr, 1980                                    | Arguswaran                    | Australien: N-WA, W-WA, N-NT, QLD & S-Neuguinea                                 | Varanus: V. gouldii-Gruppe             | Indo-Australien: V. gouldii-Gruppe             |
| —                                            | Varanus pilbarensis Storr, 1980                                 | Pilbara-Felsenwaran           | Australien: nördliches Pilbara (WA)                                             | Odatria                                | Indo-Australien: Odatria: V. tristis-Gruppe    |
| Smaragdwaran (Varanus prasinus)              | Varanus prasinus (Schlegel, 1839)                               | Smaragdwaran                  | Australien (Ozeanien): Neuguinea                                                | Euprepiosaurus: V. prasinus-Gruppe     | Indo-Asien B: V. prasinus-Gruppe               |
| —                                            | Varanus primordius Mertens, 1942                                | Zwergwaran                    | Australien: N-NT                                                                | Odatria: V. acanthurus-Gruppe          | Indo-Australien: Odatria: V. acanthurus-Gruppe |
| —                                            | Varanus rainerguentheri Ziegler, Böhme & Schmitz, 2002          | Halmahera-Pazifikwaran        | Asien: Molukken                                                                 | Euprepiosaurus: V. indicus-Gruppe      | Indo-Asien B: V. indicus-Gruppe                |
| —                                            | Varanus rasmusseni Koch, Gaulke & Böhme, 2010                   | —                             | Asien: Philippinen                                                              | Soterosaurus                           | —                                              |
| Reisingers Baumwaran (Varanus reisingeri)    | Varanus reisingeri Eidenmüller & Wicker, 2005                   | Reisingers Baumwaran          | Australien (Ozeanien): Neuguinea Raja Ampat (Misool)                            | Euprepiosaurus: V. prasinus-Gruppe     | Indo-Asien B: V. prasinus-Gruppe               |
| Rosenbergs Waran (Varanus rosenbergi)        | Varanus rosenbergi Mertens, 1957                                | Rosenbergs Waran              | Australien: S-WA, S-SA, ACT, S-NSW                                              | Varanus: V. gouldii-Gruppe             | Indo-Australien: V. gouldii-Gruppe             |
| Raunackenwaran (Varanus rudicollis)          | Varanus rudicollis (Gray, 1845)                                 | Raunackenwaran                | Asien: Malaiische Halbinsel, Borneo, Sumatra                                    | Empagusia                              | Indo-Asien A: V. salvator-Gruppe               |
| Papuawaran (Varanus salvadorii)              | Varanus salvadorii (Peters & Doria, 1878)                       | Papuawaran                    | Australien (Ozeanien): Neuguinea                                                | Papusaurus                             | Indo-Australien: V. varius-Gruppe              |
| Bindenwaran (Varanus salvator)               | Varanus salvator (Laurenti, 1768)                               | Bindenwaran                   | Asien: Ganz SO-Asien excl. Philippinen                                          | Soterosaurus                           | Indo-Asien A: V. salvator-Gruppe               |
| —                                            | Varanus samarensis Koch, Gaulke & Böhme, 2010                   | —                             | Asien: Philippinen                                                              | Soterosaurus                           | Indo-Asien A: V. salvator-Gruppe               |
| Gebänderter Baumwaran (Varanus scalaris)     | Varanus scalaris Mertens, 1941                                  | Gebänderter Baumwaran         | Australien: N-WA, N-NT, N-QLD, S-Neuguinea                                      | Odatria: V. timorensis-Gruppe          | Indo-Australien: Odatria: V. tristis-Gruppe    |
| —                                            | Varanus semiremex Peters, 1869                                  | Rostkopfwaran                 | Australien: O-QLD (Cape York bis Brisbane)                                      | Odatria                                | Indo-Australien: Odatria: V. tristis-Gruppe    |
| —                                            | Varanus semotus Weijola, Donnellan & Lindqvist, 2016            | —                             | Australien (Ozeanien): Neuguinea (Mussau-Inseln)                                | Euprepiosaurus: V. indicus-Gruppe      | Indo-Asien B: V. indicus-Gruppe                |
| —                                            | Varanus similis Mertens, 1958                                   | Gefleckter Baumwaran          | Australien: N-Australien, S-Neuguinea                                           | Odatria: V. timorensis-Gruppe          | Indo-Australien: Odatria: V. tristis-Gruppe    |
| —                                            | Varanus sparnus Doughty, Kealley, Fitch & Donnellan, 2014       | —                             | Australien: WA                                                                  | Odatria                                | Indo-Australien: Odatria: V. acanthurus-Gruppe |
| Spencers Waran (Varanus spenceri)            | Varanus spenceri Lucas & Frost, 1903                            | Spencers Waran                | Australien: W-QLD, O-NT                                                         | Varanus                                | Indo-Australien: V. gouldii-Gruppe             |
| Varanus spinulosus                           | Varanus spinulosus Mertens, 1941                                | —                             | Australien (Ozeanien): Salomonen                                                | Incertae sedis                         | —                                              |
| Storrs Zwergwaran (Varanus storri)           | Varanus storri Mertens, 1966                                    | Storrs Zwergwaran             | Australien: WA, NT, QLD                                                         | Odatria: V. acanthurus-Gruppe          | Indo-Australien: Odatria: V. acanthurus-Gruppe |
| —                                            | Varanus telenesetes Sprackland, 1991                            | —                             | Australien (Ozeanien): Neuguinea (Rossel Island)                                | Euprepiosaurus: V. prasinus-Gruppe     | Indo-Asien B: V. prasinus-Gruppe               |
| Timor-Waran (Varanus timorensis)             | Varanus timorensis Gray, 1831                                   | Timor-Waran                   | Asien: Kleine Sundainseln (Timor, Sawu, Semau)                                  | Odatria: V. timorensis-Gruppe          | Indo-Australien: Odatria: V. tristis-Gruppe    |
| —                                            | Varanus togianus (Peters, 1872)                                 | —                             | Asien: Große Sundainseln (Sulawesi & Togianinseln)                              | Soterosaurus                           | Indo-Asien A: V. salvator-Gruppe               |
| Trauerwaran (Varanus tristis)                | Varanus tristis (Schlegel, 1838)                                | Trauerwaran                   | Australien: Ganz Australien excl. Süden (S-SA, S-NSW, ACT, VIC)                 | Odatria: V. timorensis-Gruppe          | Indo-Australien: Odatria: V. tristis-Gruppe    |
|                                              | Varanus tsukamotoi Kishida, 1929                                |                               | Ozeanien: Guam, Marianen                                                        | Euprepiosaurus:                        |                                                |
| Buntwaran (Varanus varius)                   | Varanus varius (Shaw in White, 1790)                            | Buntwaran                     | Australien: O-QLD, NSW, ACT, VIC & SO-SA                                        | Varanus                                | Indo-Australien: V. varius-Gruppe              |
| —                                            | Varanus yemenensis Böhme, Joger & Schätti, 1989                 | Jemen-Waran                   | Asien: Arabische Halbinsel                                                      | Polydaedalus: V. exanthematicus-Gruppe | Afrika                                         |
| —                                            | Varanus yuwonoi Harvey & Barker, 1998                           | —                             | Asien: Molukken (Halmahera)                                                     | Euprepiosaurus: V. indicus-Gruppe      | Indo-Asien B: V. indicus-Gruppe                |
| —                                            | Varanus zugorum Böhme & Ziegler, 2002                           | —                             | Asien: Molukken (Halmahera)                                                     | Euprepiosaurus: V. indicus-Gruppe      | Indo-Asien B: V. indicus-Gruppe                |

## Belege
1. ↑  Varanus In: The Reptile Database, abgerufen am 13. Mai 2020.
2. 1 2 3 4 5 6 7 8 9 10 11 12 13 14 15 16 17 18 19 20 21 22 23 24 25 26 27 28 29 30 31 32 33 34 35 36 37 38 39 40 41 42 43 44 45 46 47 48 49 50 51 52 53 54 55 56 57 58 59 60 61 62 63 64 65 66 67 68 69 70 71 72 73 74 75 76 77 78 79 80 81 82 83 84 85 86 87 88 89 90 91 92 93 94 95 96 97 98 99 100 101 102 103 104 105  
W. Böhme: Checklist of the living monitor lizards of the world (family Varanidae). In: Zoologische Verhandelingen. Band 341, 2003, S. 3–43.
3. 1 2 3 4 5 6 7 8 9 10 11 12 13 14 15 16 17 18 19 20 21 22 23 24 25 26 27 28 29 30 31 32 33 34 35 36 37 38 39 40 41 42 43 44 45 46 47 48 49  
Angaben aus dem jeweiligen Artkapitel in E. R. Pianka, D. R. King (Hrsg.): Varanoid Lizards of the World. Indiana University Press, Bloomington & Indianapolis 2004, ISBN 0-253-34366-6.
4. 1 2 3 4 5 6 7 8 9 10 11 12 13 14 15 16 17 18 19 20 21 22 23 24 25 26 27 28  
A. J. Fitch, A. E. Goodman, S. C. Donnellan: A molecular phylogeny of the Australian monitor lizards (Squamata:Varanidae) inferred from mitochondrial DNA sequences. In: Australian Journal of Zoology. Band 54, 2006, S. 253–269.
5. 1 2 3  
African Varanid Species. In: E. R. Pianka, D. R. King (Hrsg.): Varanoid Lizards of the World. Indiana University Press, Bloomington & Indianapolis 2004, ISBN 0-253-34366-6, S. 90.
6. 1 2 3 4 5 6 7  
Luke J. Welton, Scott L. Travers, Caeron D. Siler, Rafe M. Brown: Integrative taxonomy and phylogeny-based species delimitation of Philippine water monitor lizards (Varanus salvator Complex) with descriptions of two new cryptic species. In: Zootaxa. Band 3881, Nr. 3, 5. Nov. 2014, S. 201–227, doi:10.11646/zootaxa.3881.3.1
7. 1 2 3 4 5 6 7 8 9 10 11 12 13 14 15 16 17 18 19 20 21 22 23 24 25 26 27 28 29 30 31 32 33 34 35 36 37 38 39  
T. Ziegler, A. Schmitz, A. Koch, W. Böhme: A review of the subgenus Euprepiosaurus of Varanus (Squamata: Varanidae): Morphological and molecular phylogeny, distribution and zoogeography, with an identification key for the members of the V. indicus and the V. prasinus species groups. In: Zootaxa. Band 1472, 2007, S. 1–28.
8. 1 2 3 4 5 6 7 8 9 10 11 12 13 14 15 16 17 18 19 20 21 22 23 24 25 26 27 28 29 30 31 32 33 34 35  
A. Koch, M. Auliya, T. Ziegler: Updated checklist of the living monitor lizards of the world (Squamata: Varanidae). In: Bonn Zoological Bulletin. Band 57, Nr. 2, 2010, S. 127–136.
9. 1 2 3 4 5 6 7 8 9 10 11 12 13  
J. C. Ast: Mitochondrial DNA Evidence and Evolution in Varanoidea (Squamata). In: Cladistics. Band 17, 2001, S. 211–226.
10. 1 2 3 4 5 6  
Valter Weijola, Varpu Vahtera, André Koch, Andreas Schmitz, Fred Kraus: Taxonomy of Micronesian monitors (Reptilia: Squamata: Varanus): Endemic Status of New Species argues for Caution in Pursuing Eradication Plans. In: Royal Society Open Science. Band 7, Nr. 5, 2020. doi:10.1098/rsos.200092
11. ↑  Varanus bushi In: The Reptile Database; abgerufen am 20. Januar 2011.
12. ↑  
A. Koch: Unterschätzt und ausgebeutet: Systematik, Diversität und Endemismus südostasiatischer Bindenwarane. In: Koenigiana. Band 4, Nr. 1, 2010, S. 27–41.
13. 1 2 3 4 5  
A. Koch, M. Auliya, A. Schmitz, U. Kuch, W. Böhme: Morphological Studies on the Systematics of South East Asian Water Monitors (Varanus salvator Complex): Nominotypic Populations and Taxonomic Overview. In: Mertensiella. Band 16 (Advances in Monitor Research III), 2007, S. 109–180.
14. 1 2 3 4  
A. Koch, M. Gaulke, W. Böhme: Unravelling the underestimated diversity of Philippine water monitor lizards (Squamata: Varanus salvator complex), with the description of two new species and a new subspecies. In: Zootaxa. Band 2446, 2010, S. 1–54.
15. 1 2  
Valter Weijola, Fred Kraus, Varpu Vahtera, Christer Lindqvist, Stephen C. Donnellan: Reinstatement of Varanus douarrha Lesson, 1830 As A Valid Species with Comments on the Zoogeography of Monitor Lizards (Squamata : Varanidae) in the Bismarck Archipelago, Papua New Guinea. In: Australian Journal of Zoology. 2017. doi:10.1071/ZO16038
16. ↑  Deutscher Name nach spektrum.de
17. 1 2  
B. Maryan, P. M. Oliver, A. J. Fitch, M O’Connell: Molecular and Morphological Assessment of Varanus pilbarensis (Squamata: Varanidae), with a description of a new species from the southern Pilbara, Western Australia. In: Zootaxa. Band 3768, Nr. 2, 2014, S. 139–158.
18. 1 2 3  
Wolfgang Böhme, Klaus Ehrlich, Konstantin D. Milto, Nikolay Orlov, Sebastian Scholz: A New Species of Desert Monitor Lizard (Varanidae: Varanus: Psammosaurus) from the Western Zagros region (Iraq, Iran). In: Russian Journal of Herpetology. Band 22, Nr. 1, 2015, S. 41–52.
19. ↑  Varanus rainerguentheri In: The Reptile Database; abgerufen am 23. Februar 2011.
20. ↑  
H.-G. Horn, S. S. Sweet, K. M. Philipp: On the distribution of the Papuan monitor (Varanus salvadorii Peters & Doria, 1878) in New Guinea. In: Mertensiella. Band 16 (Advances in Monitor Research III), 2007, S. 25–43.
21. 1 2  
Valter Weijola, Stephen Donnellan, Christer Lindqvist: A New Blue-tailed Monitor Lizard (Reptilia, Squamata, Varanus) of the Varanus indicus group from Mussau Island, Papua New Guinea. In: ZooKeys. Band 568, 2016, S. 129–154. doi:10.3897/zookeys.568.6872
22. ↑  
Paul Doughty, Luke Kealley, Alison Fitch, Stephen C. Donnellan: A New Diminutive Species of Varanus from the Dampier Peninsula, western Kimberley region, Western Australia. In: Records of the Western Australian Museum. Band 29, 2014, S. 128–140.
23. 1 2  W. Böhme, T. Ziegler (2007): Notes on the Distribution, Diet, Hemipenis Morphology and Systematifcs of Varanus spinulosus Mertens, 1941. Mertensiella 16 (Advances in Monitor Research III), S. 100–108.
24. ↑  Varanus zugorum In: The Reptile Database; abgerufen am 23. Februar 2011.